# Tschechoslowakischer Staatspreis

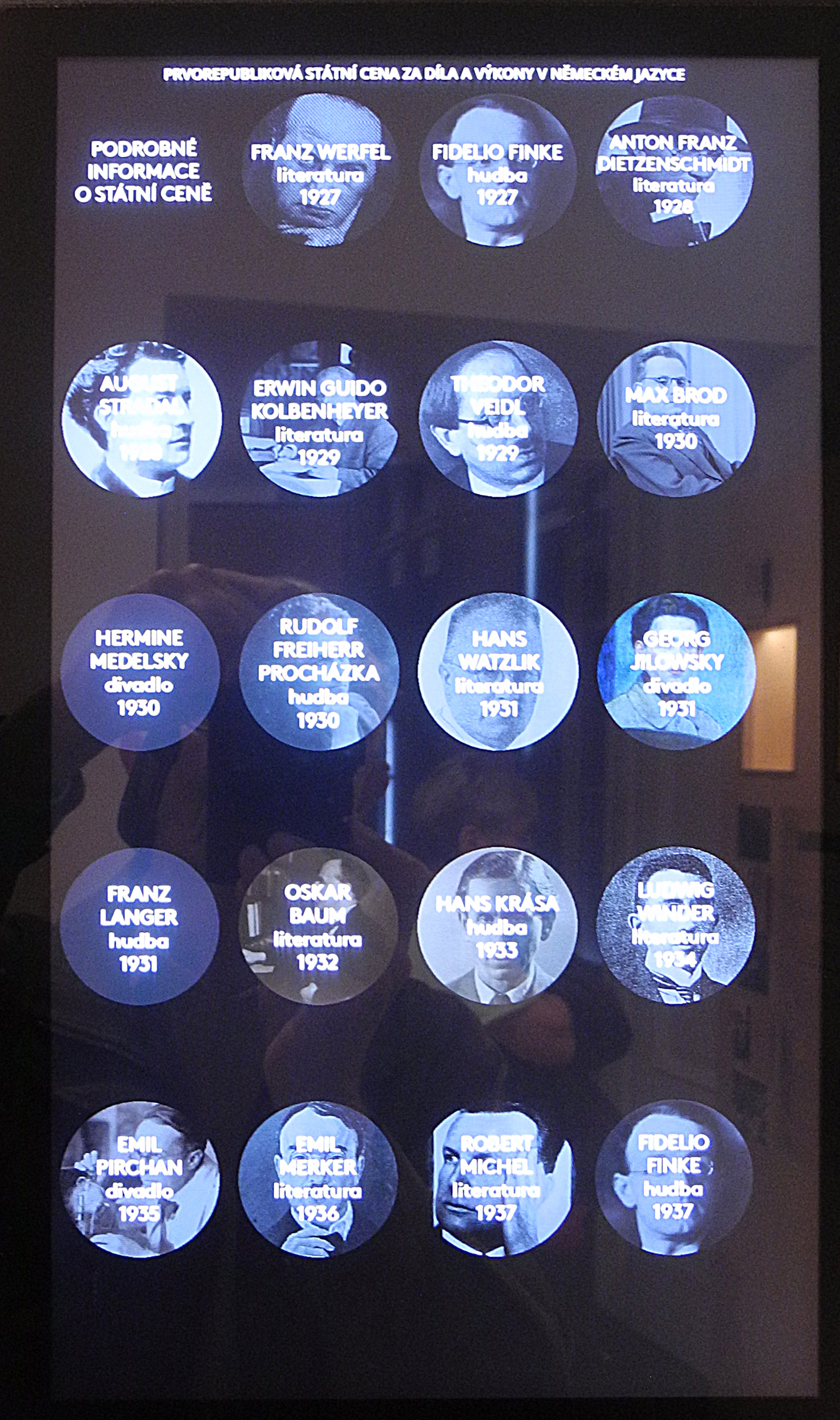
Staatspreisträger der Ersten Tschechoslowakischen Republik

Der Tschechoslowakische Staatspreis (tschech. Československá státní cena) war ein Kulturpreis, der in der ersten Tschechoslowakischen Republik von 1927 bis 1937 in den Kategorien Literatur, Musik und Theater vergeben wurde.
Der Staatspreis wurde für Werke und Darbietungen in deutscher Sprache an die folgenden deutsch-böhmischen Künstler vergeben:
- Franz Werfel (Literatur, 1927)[3]
- Fidelio F. Finke (Musik, 1927)
- Anton Franz Dietzenschmidt (Literatur, 1928)
- August Stradal (Musik 1928)
- Erwin Guido Kolbenheyer (Literatur, 1929)
- Theodor Veidl (Musik, 1929)
- Max Brod (Literatur, 1930)
- Hermine Medelsky (Theater, 1930)
- Rudolph von Procházka (Musik, 1930)
- Hans Watzlik (Literatur, 1931)[4]
- Georg Jilovsky (Theater, 1931)
- Franz Langer (Musik, 1931)
- Oskar Baum (Literatur, 1932)
- Hans Krása (Musik, 1933)
- Ludwig Winder (Literatur, 1934)
- Emil Pirchan (Theater, 1935)
- Emil Merker (Literatur, 1936)
- Robert Michel (Literatur, 1937)
- Fidelio F. Finke (Musik, 1937)

Anmerkung: Rainer Maria Rilke hat den Preis nicht mehr erhalten, da er bereits 1926 verstorben war.